# Haruo Remeliik
Haruo Remeliik (Peleliu, 1933. június 1. – Koror, 1985. június 30.) Palaui politikus, az ország első elnöke. 1981. március 2-tól haláláig volt hivatalban. 1985. június 30-án ismeretlen tettesek a háza előtt agyonlőtték. Kloulklubedben, Peleliu államban temették el. Remeliik részben japán, részben palaui származású volt.
A Remeliik halálát követelő merénylet tettesei máig ismeretlenek. Hat hónappal a gyilkosság után a hatóságok letartóztattak három személyt, de őket idővel szabadon engedték. 2000 márciusában a büntetett előéletű John O. Ngiraked, aki maga is elnökjelölt volt, elismerte felelősségét a Remeliik elleni összeesküvésben.
Remeliik születésnapja, május 30-a, ma „az elnök napja” néven nemzeti ünnep Palauban.